# バビロンの反乱の報告を受けるセミラミス
『バビロンの反乱の報告を受けるセミラミス』（バビロンのはんらんのほうこうをうけるセミラミス、伊: Semiramide riceve la notizia della rivolta di Babilonia、英: Semiramis Receiving Word of the Revolt of Babylon）は、イタリアのバロック絵画の巨匠グエルチーノが画業の初期にあたる1624年にキャンバス上に油彩で制作した絵画である。紀元前800年ごろのアッシリアの伝説上の女王セミラミスの逸話を主題としている。元来、ボローニャのダニエーレ・リッチ (Daniele Ricci) に委嘱されたこの絵画は、後の1660年、オランダから清教徒革命後にイングランド王位に復したチャールズ2世に贈られた経緯を持つ。その後、さまざまな所有者を経たが、1948年に購入されて以来、ボストン美術館に所蔵されている。

## 作品
セミラミスの物語は、古代ローマの歴史家で道徳家であったウァレリウス・マクシムスが著した『著名言行録』の第9巻3ページに叙述されている。比類ない美しさのセミラミスは、古代アッシリアの第一の女神アタルガティスの娘で、ニネヴェのアッシリア帝国の創立者であった。
身づくろいの最中、バビロンでの反乱の知らせを受けたセミラミスは、髪を梳かすのを中断し、敵を鎮圧するまで髪を纏めなかったという。グエルチーノは、本作で物語の内容をあたかも狭い舞台に俳優を配すように表している。人物たちの誇張された身振りは雄弁で、とくに反乱の報告をする伝令は画面を超え、鑑賞者のほうへ手が届きそうである。そのような身振りに加え、セミラミスを中央ではなく画面右寄りに配置し、右端の櫛を捧げ持つ侍女の姿を画面の端で切断するといった構図上の工夫により、場面は生き生きと劇的なものになっている。
セミラミスの主題は明らかにグエルチーノが好んだもので、画家はこの主題で少なくとも3点の絵画を制作した。それらは、すべて半身像の人物を表している。その第1作が1624年制作の現ボストン美術館所蔵の本作である。1627-1628年に制作された第2作はドレスデンのアルテ・マイスター絵画館にあったが、第二次世界大戦中の1945年に破壊された。第3作は1645年にコルナーロ (Cornaro) 枢機卿のために描かれたもので、現在は個人の所有となっている。

## グエルチーノの同主題作

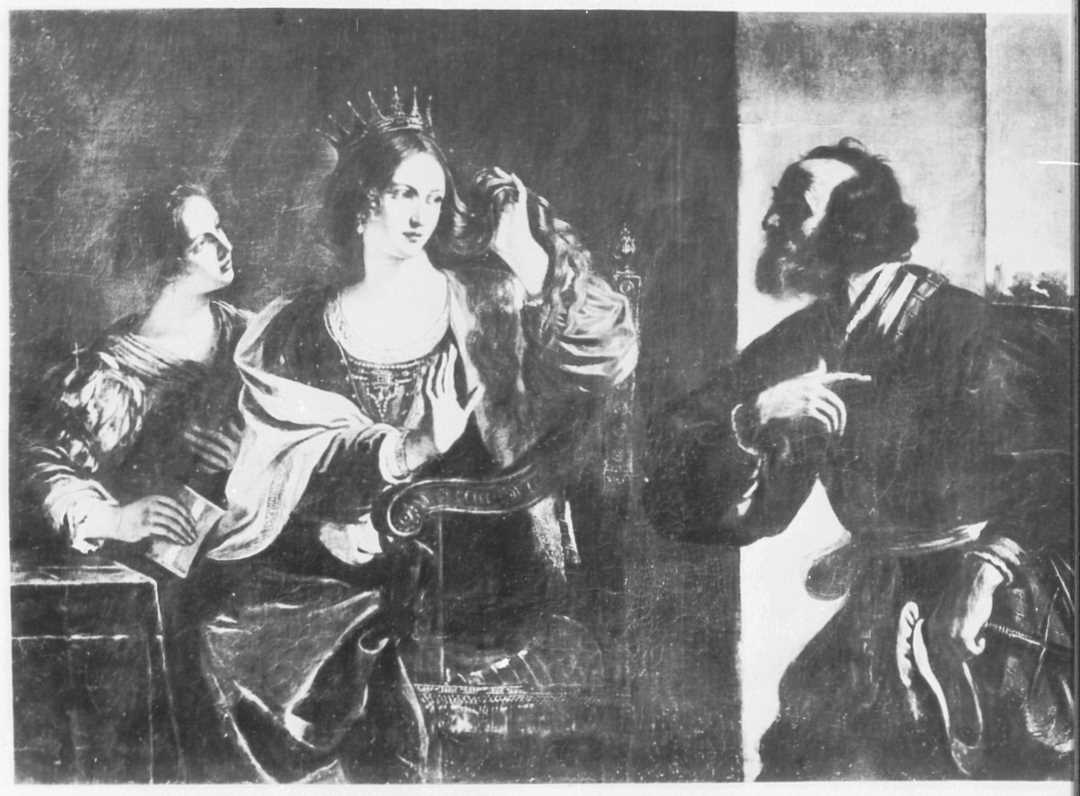
1627-1628年ごろ、アルテ・マイスター絵画館、ドレスデン (1945年に破壊された)
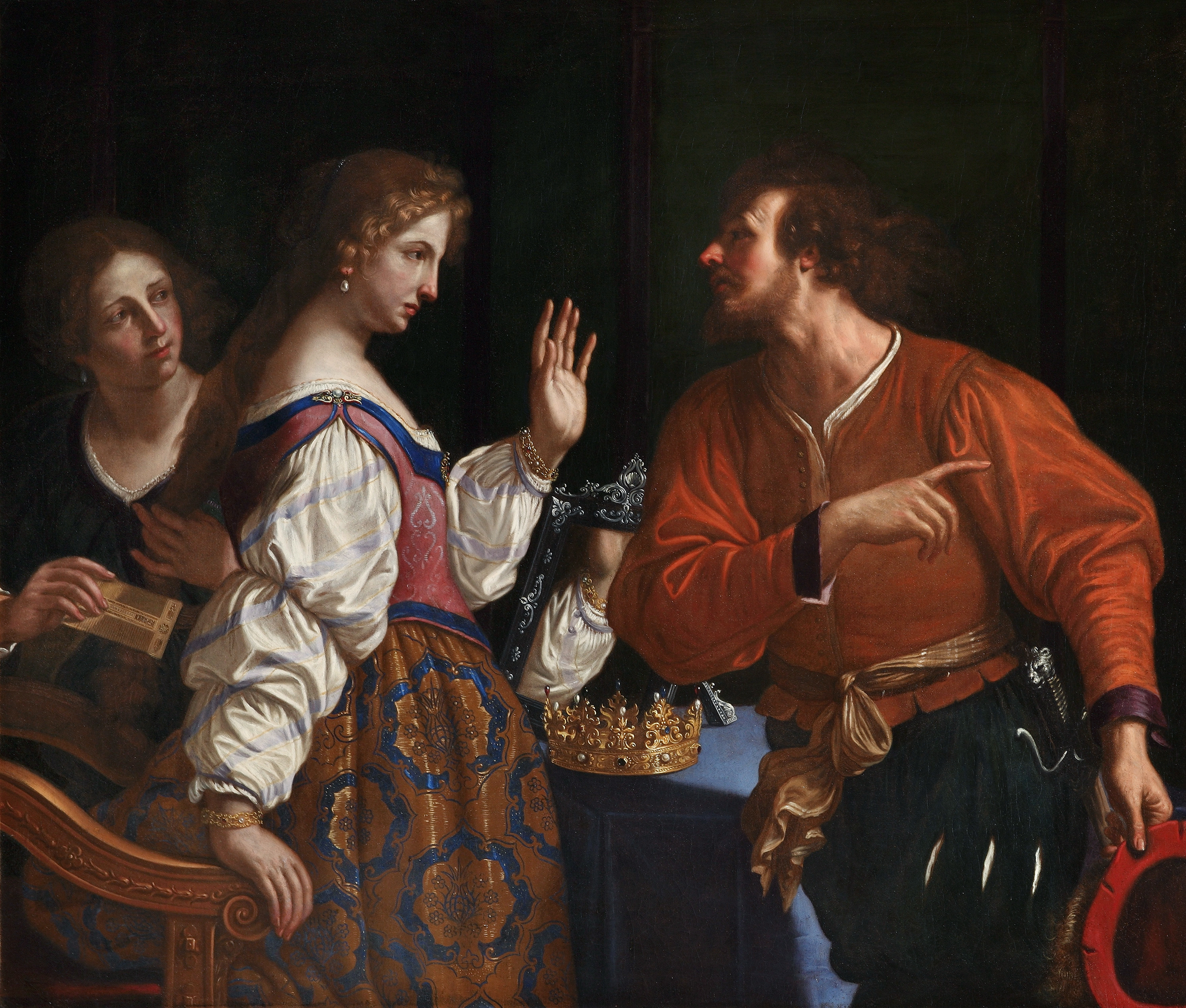
1645年、個人蔵